# BoyChat
BoyChat es un foro en línea creado como espacio de apoyo para personas pedófilas, fundado por el grupo "Free Spirits".El sitio web indica que su comunidad está formada principalmente por individuos que sienten atracción por adolescentes y/o preadolescentes.
El foro afirma tener como objetivo ayudar a sus usuarios a llevar una vida productiva, evitando cualquier daño hacia menores de edad.El sitio forma parte de una red de páginas de apoyo gestionadas por Free Spirits, una organización sin fines de lucro con sede en Canadá.No se permite compartir material explícito o ilegal, ni tampoco participar en "discusiones eróticas o con descripciones sexuales demasiado detalladas".

## Historia
BoyChat fue creado en 1995 por Free Spirits, una organización sin fines de lucro con sede en Montreal, Canadá,que ha gestionado varios sitios de apoyo para personas con atracción hacia menores.El foro ha formado parte de una red de sitios similares administrados por la organización en diferentes idiomas, como Castillo Azul (español), Jongens Forum (alemán), Jungs Forum (neerlandés) y La Garconnière (francés).Además, BoyChat ha estado vinculado y asociado con Annabelleigh mediante enlaces recíprocos.
En 2007, Xavier von Erck, presidente de Perverted-Justice, afirmó que BoyChat era parte de una creciente tendencia de sitios web pedófilos. Ese mismo año, comentó a The Gazette que Free Spirits "ha estado activa desde 1995 y cuenta con miles de miembros", además de señalar que "en un momento dado, gestionaban hasta 85 sitios web de contenido pedófilo".

## Contenido
A partir de 2022, BoyChat se ha reorganizado en varios foros distintos, incluyendo el foro principal, Meta BoyChat (para asuntos sobre la administración del sitio), Treehouse (para discusiones en tiempo real), Other Chat (para temas fuera del enfoque principal) y un foro titulado You Can't Do That On BoyChat, donde se listan publicaciones que infringen las normas.En 2004, el sitio registraba un promedio de 230 publicaciones diarias.

### Demografía
Debido a la naturaleza anónima del foro, es complicado determinar con precisión la demografía de los usuarios de BoyChat; sin embargo, el sitio ha indicado que la mayoría de sus participantes son hombres adultos.
En 2004, un análisis de publicaciones en BoyChat encontró que el uso de eufemismos, un mecanismo psicológico identificado por algunos investigadores del abuso sexual infantil, estaba presente en el 24% de los mensajes. Otras distorsiones cognitivas eran menos frecuentes: justificaciones morales y psicológicas del abuso aparecían en el 5% y el 2% de las publicaciones, respectivamente, mientras que el 1% y el 2% minimizaban o distorsionaban los efectos de las relaciones sexuales con menores. Además, el 3% de los mensajes defendía la idea de que los menores pueden dar su consentimiento para relaciones sexuales con adultos.

### Normas
BoyChat prohíbe la publicación de material explícito o ilegal en su plataforma, incluidas imágenes y enlaces a pornografía infantil.Las normas del foro también restringen las "discusiones eróticas o con detalles sexuales explícitos".Además, se prohíben publicaciones que "promuevan o sugieran el sexo con menores", aunque, según el foro, esta restricción no se aplica a discusiones de tipo filosófico, político o biológico.Otras reglas prohíben incitar a usuarios a cometer actos ilegales o participar en acoso hacia otros miembros.